# Dagaaba
Dagaaba – grupa etniczna zamieszkująca północno-zachodnie zakątki Ghany i Burkina Faso. Ich populację szacuje się na blisko 1,5 mln. Posługują się językiem dagaare, z podgrupy językowej gur.
Dagaaba zajmują się przede wszystkim rolnictwem, uprawiając głównie: kukurydzę, proso, orzeszki ziemne, fasolę i słodkie ziemniaki.